# Trombosi della vena renale
In medicina, per trombosi della vena renale si intende la formazione di un trombo che ostruisce la vena renale, portando ad un arresto più o meno rapido del drenaggio venoso del rene.

## Eziologia
Tra le cause principali della condizione via sono i traumi dell'addome, la compressione da parte di tumori (che possono anche infiltrare direttamente la vena renale) o aneurismi dei grossi vasi sanguigni, gli stati di grave disidratazione e la sindrome nefrosica. Quest'ultima condizione patologica può essere provocata da diverse glomerulonefriti, come la glomerulonefrite membranosa e la glomerulonefrite membrano-proliferativa. Anche la gravidanza e l'uso di contraccettivi orali, determinando uno stato di ipercoagulabilità, potrebbero favorire l'insorgenza della trombosi.

## Sintomatologia
La trombosi della vena renale può manifestarsi in modo violento con dolore, talora accompagnato da vomito e febbre e associato a segni insufficienza renale acuta (aumento nel sangue di creatinina e azotemia con riduzione o scomparsa della diuresi). Nelle urine è possibile osservare presenza di sangue (ematuria) con riscontro laboratoristico di presenza nelle stesse di proteine (proteinuria). Nel sangue si riscontrano talvolta alterazioni dei fattori della coagulazione o presenza di anticorpi antifosfolipidi.

## Diagnosi

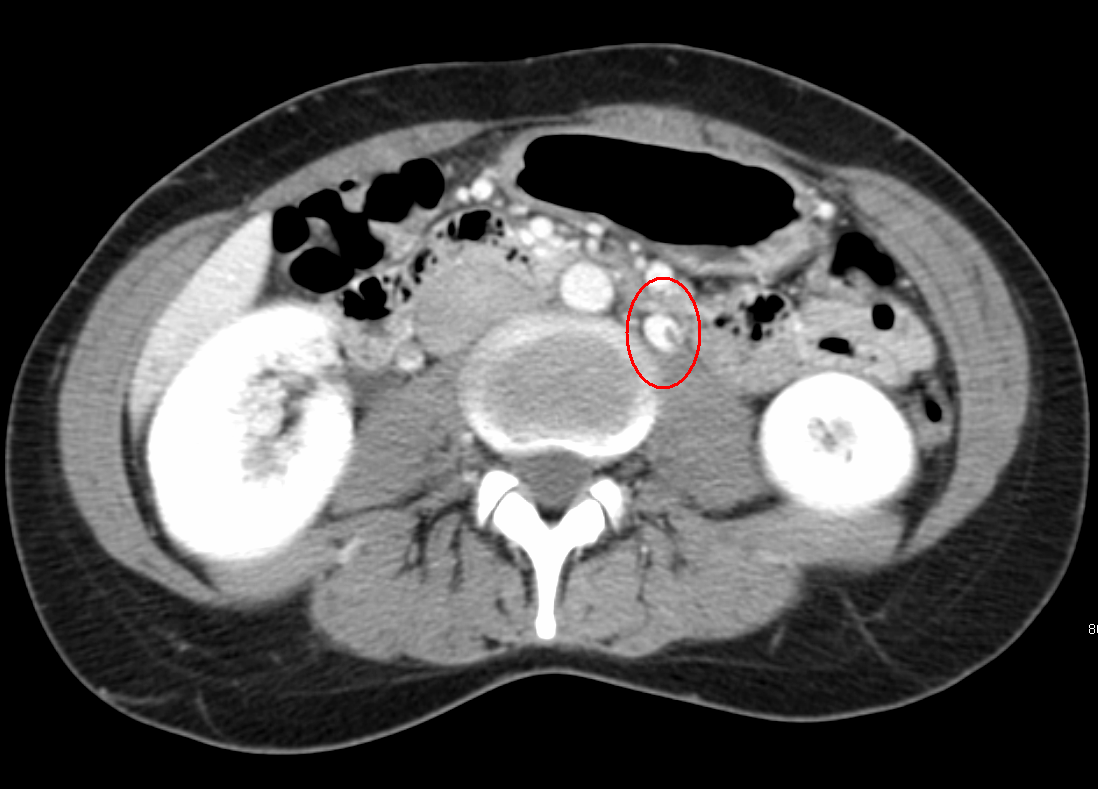
Immagine TC che mostra una trombosi della vena renale di sinistra.

La tomografia computerizzata con mezzo di contrasto è un valido strumento per la diagnosi.

## Trattamento
È possibile intervenire chirurgicamente per rimuovere il coagulo, ma ciò viene raramente effettuato. Una terapia farmacologica con anticoagulanti può fornire alcuni benefici.